# Kreisgrabenanlage von Watenstedt

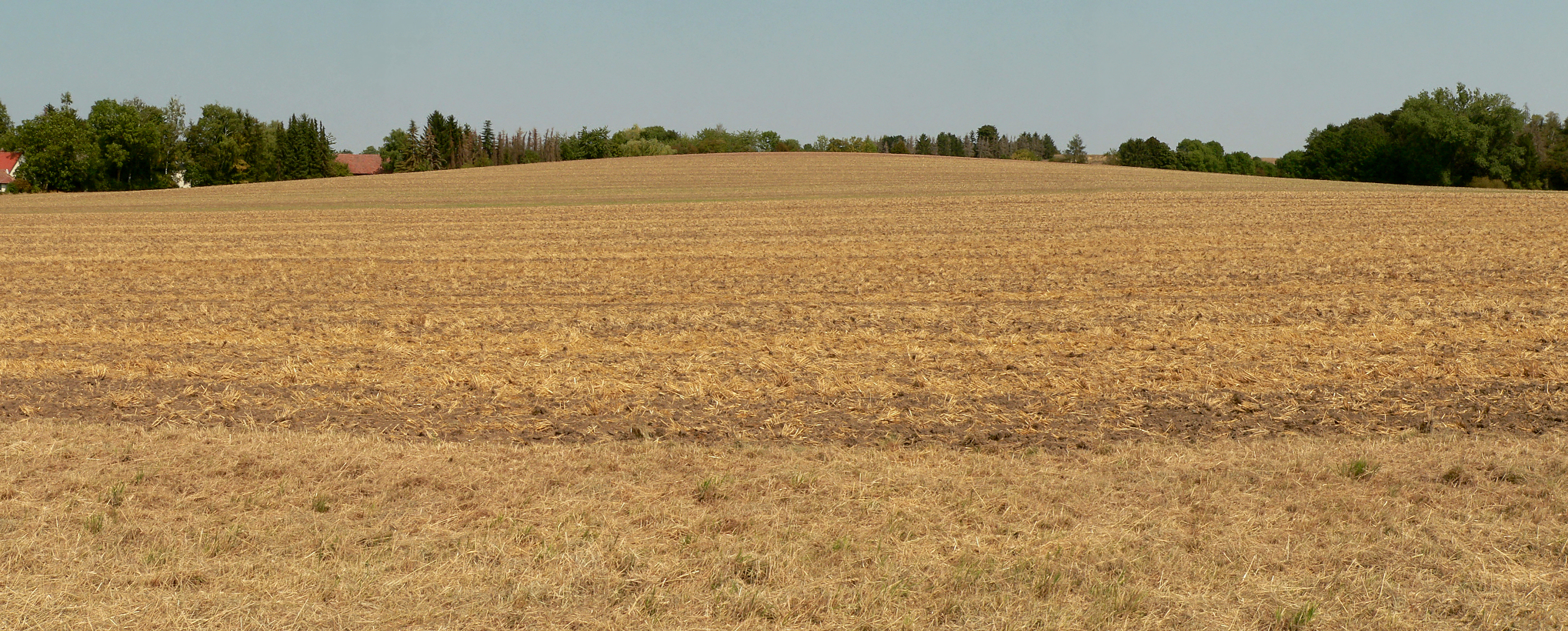
Blick auf den Geländesporn mit der Kreisgrabenanlage von Watenstedt von Süden, 2019

Die Kreisgrabenanlage von Watenstedt befindet sich bei Watenstedt im niedersächsischen Landkreis Helmstedt. Die frühneolithische Kreisgrabenanlage aus dem 5. Jahrtausend v. Chr. hat einen Durchmesser von etwa 50 Metern und ist die nördlichste Anlage ihrer Art. Sie gilt als ältester Monumentalbau im heutigen Niedersachsen.

## Beschreibung
Die Kreisgrabenanlage liegt auf einem in die Ebene des Großen Bruchs hineinragenden Geländesporn, der einen weiten Blick nach Süden zulässt. Sie befindet sich am westlichen Rand der Erhebung Heeseberg wenige hundert Meter westlich der Hünenburg bei Watenstedt, die über 3500 Jahre später während der Bronzezeit um 1100 v. Chr. entstanden ist.
Der Graben der Anlage war über einen Meter tief und hatte eine Breite von fast zwei Metern. An einer Stelle fand sich eine Eingangssituation. Im Inneren der Grabenanlage ließen sich zwei Palisadengräben mit einem Durchmesser von etwa 46 und 38 Metern nachweisen. Öffnungen und Durchlässe in den Palisaden orientierten sich in verschiedene Himmelsrichtungen. In der Grabenverfüllung lagen Keramik- und Knochenfragmente. Die Keramikteile gehörten zu Kümpfen, Schalen und Bechern. Sie wiesen plastische  Verzierungselemente durch Stichbänder auf. An einer Stelle fand sich auf der Grabensohle ein mit einem Stein abgedeckter halbierter Rinderschädel, der als Deponierung angesehen wird.

## Forschungsgeschichte und Bewertung

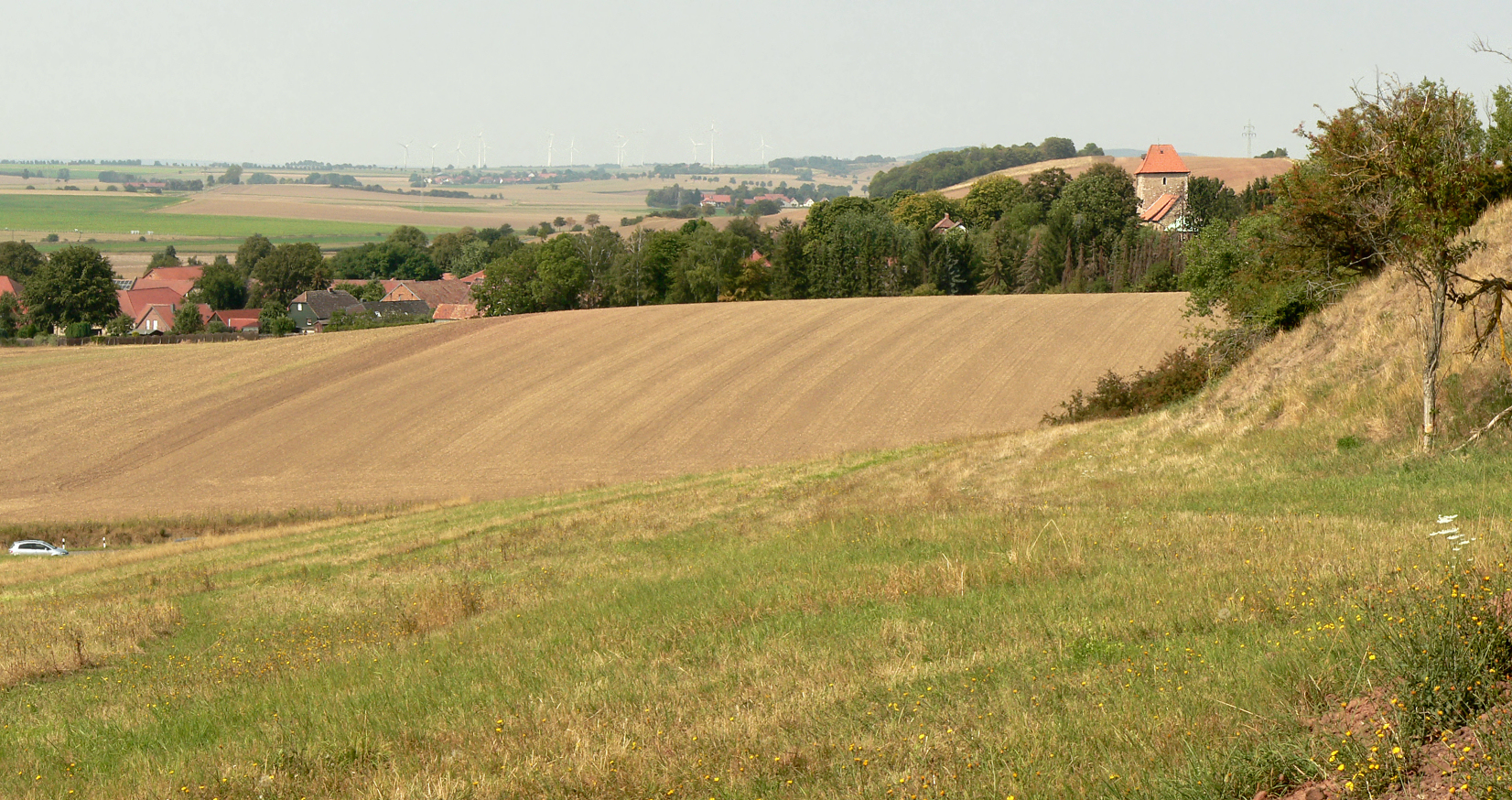
Der Geländesporn mit der Kreisgrabenanlage von Osten, dahinter Watenstedt, gesehen von der Hünenburg bei Watenstedt (2019)

Bei der Prospektion des Fundgeländes werteten Wissenschaftler des Seminars für Ur- und Frühgeschichte der Universität Göttingen Luftbilder aus und nahmen geomagnetische Untersuchungen vor. Im Jahr 2015 kam es zu einer sechswöchigen Ausgrabung durch ein 15-köpfiges Grabungsteam, bei der ein Teilbereich des früheren Kreisgrabens freigelegt wurde. Eine weitere Grabung erfolgte 2016.
Die Entstehung der Kreisgrabenanlage wird in das 48. Jahrhundert v. Chr. und ihre Aufgabe in das  46. Jahrhundert v. Chr. datiert. Die  Datierung beruht auf Altersbestimmungen an Knochen aus der Grabenfüllung mittels der Radiokarbonmethode und anhand der Gefäßfragmente der Stichbandkeramik. Die Anlage befindet sich am nördlichsten Rand der Ausbreitung von Ackerbau und Viehzucht in dieser Zeit.
Der die Untersuchungen leitende Archäologe Immo Heske vom Seminar für Ur- und Frühgeschichte der Universität Göttingen schließt wegen der Unterbrechungen im Bauwerk aus, dass die Kreisgrabenanlage als Befestigung diente. Seiner Einschätzung nach habe die Anlage als Versammlungsort oder zur Beobachtung der Sonnenwende und der Gestirne gedient. Sie stelle den ältesten Monumentalbau in Niedersachsen dar. Warum die Stätte bei Watenstedt aufgegeben worden ist, ist noch unklar. Es bestehen konstruktive Übereinstimmungen zur Kreisgrabenanlage von Goseck in Sachsen-Anhalt und zur Kreisgrabenanlage Dresden-Nickern in Sachsen.